# Nirina
Nirina is een geslacht van kevers uit de familie bladkevers (Chrysomelidae).
De wetenschappelijke naam van het geslacht werd in 1892 gepubliceerd door Julius Weise.

## Soorten
- Nirina flavofasciata Laboissiere, 1940
- Nirina imitans (Jacoby, 1894)
- Nirina jacobyi Weise, 1892
- Nirina regalis Laboissiere, 1940